# Episodi di Cashmere Mafia
Questa voce contiene riassunti, dettagli e crediti dei registi e degli sceneggiatori della prima e unica stagione della serie televisiva statunitense Cashmere Mafia.
Negli Stati Uniti d'America, paese d'origine della serie, è andata in onda dal 6 gennaio al 20 febbraio 2008 sul network ABC, mentre in Italia è stata trasmessa dal 4 al 25 marzo 2009 su Mya e in chiaro dal 19 settembre al 31 ottobre 2009 su Canale 5.
| nº | Titolo originale     | Titolo italiano         | Prima TV USA     | Prima TV Italia |
| -- | -------------------- | ----------------------- | ---------------- | --------------- |
| 1  | Pilot                | La proposta             | 6 gennaio 2008   | 4 marzo 2009    |
| 2  | Conference Call      | La rivelazione          | 9 gennaio 2008   | 4 marzo 2009    |
| 3  | Dangerous Liaisons   | Proposta pericolosa     | 16 gennaio 2008  | 11 marzo 2009   |
| 4  | The Deciders         | Il decisionista         | 23 gennaio 2008  | 11 marzo 2009   |
| 5  | Stay with Me         | Resta con me            | 6 febbraio 2008  | 18 marzo 2009   |
| 6  | Yours, Mine and Hers | Il tuo, il mio e il suo | 13 febbraio 2008 | 18 marzo 2009   |
| 7  | Dog Eat Dog          | Cane mangia cane        | 20 febbraio 2008 | 25 marzo 2009   |

## La proposta
- Titolo originale: Pilot
- Diretto da: Michael Pressman
- Scritto da: Kevin Wade

### Trama
Vengono presentate le protagoniste: Mia, Juliet, Caitlin, e Zoe. Quattro amiche fin dai tempi dell'Università che vivono a Manhattan, New York, dove si destreggiano tra lavoro, crisi familiari, relazioni sentimentali e rivali. Mia accetta la proposta di matrimonio di Jack, ma a breve si ritroverà in competizione con lui per il posto di Publisher alla Barnstead Media Group. Juliet scopre che il marito la tradisce con una ex compagna di studi, Cilla Grey. Zoe è divisa tra la ricerca di una nuova tata, l'andamento familiare ed il lavoro. Caitlin mette in discussione i suoi gusti sessuali, trovandosi attratta da Alicia, la responsabile di un'agenzia.

## La rivelazione
- Titolo originale: Conference Call
- Diretto da: Matthew Penn
- Scritto da: Terri Minsky

### Trama
Caitlin con l'aiuto di alcuni collaboratori rende Juliet da glaciale rossa a donna seducente per un incontro passionale con un ex compagno di studi, Bobby Walsh, organizzato per far ingelosire il marito. Mia, poco dopo aver ottenuto il ruolo di publisher, ha l'ordine da parte di Clive, il suo capo, di licenziare il suo mentore, Grant Normandy. Zoe, sempre combattuta tra il lavoro e la gestione della famiglia, ha a che fare con una madre della scuola dei suoi figli, che, oltre a voler metterglieli contro, cerca di fare avances a suo marito Eric, ma riesce a ripagarla con una piccola vendetta. Caitlin stupisce il suo gruppo di amiche, annunciando che lei ed Alicia si frequentano.

## Proposta pericolosa
- Titolo originale: Dangerous Liaisons
- Diretto da: Lee Rose
- Scritto da: Jeff Rake

### Trama
Juliet è combattuta tra i suoi sentimenti per Davis e per il suo compagno di scuola Bobby. Mia, nel frattempo, discute con Todd, l'editore assunto dal suo ex, Jack, per il rilancio della sua rivista "Modern Man". Zoe scopre la relazione extra-coniugale tra il suo socio, Clayton, ed una giovane analista, Katherine, che rischia di compromettere gli affari della società. Cerca, quindi, di convincerlo a cambiarle reparto, ma, alla fine, lui la nomina socia. Caitlin, sempre confusa sulla sua sessualità e messa in ridicolo da un articolo apparso sul blog dell'avversaria delle Cashmere Mafia, Cilla Grey, evita involontariamente Alicia.

## Il decisionista
- Titolo originale: The Deciders
- Diretto da: Joe Napolitano
- Scritto da: Chris Alberghini e Mike Chessler

### Trama
Alicia e Caitlin si recano insieme in un locale per un addio al nubilato lesbico e qui la bionda protagonista scopre di poter essere ancora attratta dagli uomini, nello specifico da uno sconosciuto, Sam. I genitori di Mia le organizzano un appuntamento al buio con un rinomato neurochirurgo asiatico, Jason Chung, con cui si trova bene, ma che non la richiama e ciò le crea amarezza. Sarà lei a chiamarlo, per chiedergli di accompagnarla ad una cena a cui parteciperà il suo ex con la sua nuova fidanzata, per farlo ingelosire. Alla fine però i due passeranno una bella serata e decidono di vedersi ancora. Zoe, esclusa volontariamente da una riunione importante da Katherine e Clayton, riuscirà a rivalersi dimostrando la loro impreparazione ed ottenendo un meeting privato con il cliente. Juliet, per il bene della sua famiglia, cerca di credere a Davis, ma lo scopre nuovamente con Cilla Grey.
Questa volta, però, l'incontro non è per tradimento e la rossa protagonista scopre che il marito, oltre ad averla tradita, non se la cava molto bene con gli affari.

## Resta con me
- Titolo originale: Stay with Me
- Diretto da: Steve Gomer
- Scritto da: Kevin Wade

### Trama
Zoe ed Eric cercano il modo di festeggiare il loro decimo anniversario di matrimonio, mentre lei è a Southampton per un viaggio di lavoro ed incontra un affascinante collega, e lui cerca di districarsi dai suoi impegni di architetto per raggiungerla. Nel mentre, a Manhattan Juliet e Davis, con il matrimonio giunto oramai alla fine, scoprono su internet una foto provocante di Emily, la loro figlia adolescente, e si rendono conto di quanto sia confusa e stia soffrendo in quel momento. Alicia, rivelando a Caitlin di essere incinta, la manda in crisi e la spinge tra le braccia dell'uomo incontrato al locale, Sam. Oltre alla crescente pressione al lavoro, Mia è ansiosa per la sua nuova relazione con Jason. Zoe ed Eric assumono un uomo come baby sitter, Adam, un affascinante uomo, che diventerà una tentazione per la protagonista.

## Il tuo, il mio e il suo
- Titolo originale: Yours, Mine and Hers
- Diretto da: Matt Earl Beesley
- Scritto da: Terri Minsky e Claudia Lonow

### Trama
Mia e Caitlin irrompono nell'appartamento di Jack, per cercare un video sexy girato insieme a lui. Entrambi cercando di nascondere i sentimenti che provano ancora l'una per l'altro. Quando Caitlin inizia ad accettare l'idea di diventare madre, si scontra con una ex di Alica, Olivia, che la reputa un cattivo modello per il nascituro. Zoe sta lottando per concludere un affare molto ingente, ma i suoi sforzi non apprezzati, la spingono a cambiare drasticamente la sua vita, licenziandosi. La sgradevole battaglia tra Juliet e Davis per stabilire le proprietà e gli averi, li porterà a distruggersi emotivamente a vicenda.

## Cane mangia cane
- Titolo originale: Dog Eat Dog
- Diretto da: Matthew Penn
- Scritto da: Lizzy Weiss, Tze Chun e Mike Weiss

### Trama
Un affascinante multi-miliardario persegue Juliet, sia personalmente che professionalmente, nel tentativo di prendere il suo posto nella sua compagnia. Il lavoro di Caitlin è sul filo del rasoio, a causa della forte pressione che la sua boss, Lily Parrish, le fa, per produrre una grande pubblicità per la "Settimana della moda". Mia si innamora di un cane, ma le verrà negata l'adozione, visto che non ha superato il test di affido. Nel mentre, inizia ad avere dei dubbi sulla sua relazione con Jason. Zoe, oramai disoccupata e casalinga, cerca di mettere la stessa grinta che metteva nei suoi affari di lavoro, nella conduzione familiare.